# Нойтерт, Ойген
Ойген Нойтерт (нем. Eugen Neutert; 19 марта 1905 года, Берлин, Германия — 9 сентября 1943 года, Берлин, Германия) — антифашист, член движения Сопротивления во время Второй мировой войны, член организации «Красная капелла».

## Биография
Ойген (Евгений) Нойтерт родился 19 марта 1905 года в Берлине, в Германской империи. Выучившись на электрика, осенью 1923 года эмигрировал в Бразилию. В 1926 году вернулся в Германию. В том же году вступил в Коммунистическую партию Германии. До 1933 года был членом Союза борьбы с фашизмом в Берлин-Хермсдорфе. В 1928 году его уволили из Берлинской электрической компании за активную политическую деятельность. В 1930 году он окончил курсы массажистов и начал самостоятельную практику в Хермсдорфе.
В сентябре 1936 года был арестован вместе с 30 коммунистами и социал-демократами, участниками движения Сопротивления нацистскому режиму. 25 ноября 1937 года Народная судебная палата признала его виновным и приговорила к двум с половиной годам тюремного заключения. Срок отбывал в тюрьмах Бранденбурга и Амберга в Баварии.
После освобождения в марте 1939 года устроился рабочим на завод фирмы Этернит (производство асбеста) в Берлине и установил связь с коммунистами, которые имели контакты с группой борцов Сопротивления, под руководством Роберта Урига. После того, как эта группа была уничтожена гестапо, вступил в контакт с группой Ганса и Хильды Коппи. Осенью 1941 года вошёл в кружок Вильгельма Шурманн-Хорстера. Им была куплена печатная машинка и восковые матрицы для издания листовок, антинацистских брошюр и газеты Die Innere Front («Внутренний фронт»). Ему удалось также установить многочисленные связи с другими подпольными группами движения Сопротивления.

### Арест и казнь
23 октября 1942 года снова был арестован, и в августе 1943 года Народная судебная палата признала его виновным и приговорила к смертной казни. 9 сентября 1943 года Ойген Нойтерт был повешен в тюрьме в Плёцензее в Берлине.

### Память
На доме, в котором Ойген Нойтерт жил в Берлине (ныне улице Рихарда Зорге) в память о нём установлена мемориальная доска.